# デンジャラス赤鬼
デンジャラス赤鬼（デンジャラスあかおに）は、日本の神奈川県横浜市に拠点を置く、YouTuberグループ。メンバーのなきまを中心に活動している。YouTubeチャンネルとしてメインチャンネルの「デンジャラス赤鬼」、サブチャンネルの「NPO法人悠渚チャンネル」、メンバーの個人チャンネルが存在する。「株式会社ゴールドシップ」を設立している。NPO法人「悠渚」、子ども食堂「七福尽」も運営している。2024年9月に活動を終了した。

## 概要
主に、ホームレスや貧困層に食べ物や手作り弁当を配ったり、子ども食堂での撮影や、その他の様々な支援など、人助けを中心としたボランティア系の活動をしている。最初の頃はカラオケ動画やドッキリ、歌ってみた、などYouTuberによくある感じのありきたりな動画を投稿していた。
「デンジャラス赤鬼」と言うグループ名の由来は「危険な鬼でも人助けをしないといけないような時代」という思いを込めての事。
アメリカの高校生がホームレスにハンバーガーを無償で配る動画をまねて、寿町でハンバーガー50個を配ったことが活動のきっかけであり、なきまは「自分より年下でこんなにかっこいいことをしている子がいる。自分でもやってみようと思った」と語っている。また、「高齢の方も多い。お弁当スタイルならもっと喜んでもらえるのでは」と、飲食店を営む知人の助けを借りながら2020年3月に手作り弁当の配布を開始。
なきまは「必要としてくれた時が僕たちの出番。一人ひとりとコミュニケーションをとっていきます」と話し、他にも「顔なじみの人たちが元気にしている姿を見ると安心する。料理を食べて笑顔になってもらえるのがやりがい」と語る。
チャンネル登録者数は現在22万人を超えた。「登録者の数＝やさしい人の数だと思う。僕たちの真似をしてそれぞれの地域で支援してみた、と言ってくれる人もいる。もっと世の中はやさしくなれるはず」と等身大の支援を続けていく。

## 来歴
2019年 - YouTubeより動画投稿を中心とする活動を開始。
2020年 - ホームレスに食べ物を配る動画が多くなった。
2021年7月 - 拡張型心筋症と闘っている少女「森 木花」をサポートする「きかちゃんを救う会」と言う会へ寄付活動を行う。
2021年7月 - 「株式会社ゴールドシップ」を設立。会社名の一部である「ゴールド」の由来は舌癌で亡くなったホームレスの男性から貰った形見が金色だった事から。
2022年3月 - 子ども食堂「七福尽」を開設。
2022年8月 - NPO法人「悠渚」を設立。
2022年9月 - 弁当屋「金の照鶏」を開業。
2024年9月 - 2024年9月1日にアップされた動画でデンジャラス赤鬼の活動終了を発表。

## メンバー
なきま（本名：舟瀬 渚）
1998年6月8日神奈川県平塚市出生。産業能率大学卒。グループの中心人物。「株式会社ゴールドシップ」の社長。
パッペー君
グループのマスコット的存在。AIのロボットと言う設定。料理が好き。動画の撮影を担当する事が多い。よく誤作動をネタにされる。なきまのバイト時代の上司でもあった。NPO法人「悠渚」の理事長。
イサオ
グループのマネージャー。以前は性別不明だったが、2022年2月27日に投稿された動画で女性と言う事が発表された。既婚者である。

### 元メンバー
おいしそう太
2022年4月に加入。なきまの高校時代の同級生。幼い頃から料理と野球が好き。板前をやっていた事もある。弁当屋「金の照鶏」の料理長も勤めた。
こーたん
なきまの相方で、高校時代の先輩。2020年11月にグループを卒業し、2021年8月に正式メンバーとして戻ってきたが、2022年3月7日に再び卒業。
むとあ
本業は美容室。なきまの高校時代の同級生。元々は彼がなきまを誘い、初期の頃はこの2人でYouTubeをやっていた。2020年1月にグループを卒業。

### その他、サポートメンバー、ボランティア
パペコ
パッペー君と姿が似ているAIの女性型ロボットと言う設定。デンジャラス赤鬼のイラストやアイコン作成を担当している。
まーちゃん
パッペー君と暮らしている雄の保護犬。前の飼い主が飼えなくなってしまい、6歳の時にやって来た。2020年の時点で、すでに12歳と動画で語られている。2024年2月2日永眠。
カヲル
デンジャラス赤鬼の動画に出演する事もあり、子ども食堂「七福尽」にも手伝いに来ている。愛称は「かおちゃん」。趣味はアイドル鑑賞。雨宮 真梨子のファン。

## 交友関係
女優、心理カウンセラーである大場久美子と交流があり、炊き出しや生活困窮者への支援で、時折り動画にも出演している
実業家の加藤秀視もデンジャラス赤鬼の動画に出演した。
消防隊YouTuberの「RESCUE HOUSE レスキューハウス」と共演もした。
コレコレが子ども食堂「七福尽」のスペシャルプレオープンの時にゲストとして来た。コレコレ生配信にデンジャラス赤鬼が出演した事もある。

## 出演
- コレコレチャンネル（2021年7月22日）
- サブカルチャーラジオ「ミミラジ」（2021年9月26日）
- ハマビジ！（2021年10月13日）
- サブカルチャーラジオ「ミミラジ」（2021年12月5日）
- GLOBE LIVE「Z世代に聞け！」（2022年3月23日）
- サブカルチャーラジオ「ミミラジ」（2022年3月27日）
- yuhaku Presents 中原茂の"ただ風の中で"（2022年10月28日）
- 金沢区シーサイドFM（2022年11月24日）
- 金沢区シーサイドFM（2023年2月15日）